# Catanias tunnelbana

Tunnelbanan i Catania

Catanias tunnelbana, kallad Metropolitana di Catania, är en tunnelbana i Catania på Sicilien, Italien. Den invigdes den 27 juni 1999 och går mellan Nesima och Stesicoro via Giovanni XXIII (centralstationen F.S., där också regionaltåg går).

## Framtidsplaner
Vid stationen Nesima finns det en sorts bana, som körs med dieseltåg, mellan Nesima och Ferrovia Circumetnea. Det finns planer på att bygga ut tunnelbanan på denna sträcka. Det finns också planer på att lägga sträckan Galatea till strax innan F.S. under jorden för lättare framkomlighet i staden.

## Övrigt om tunnelbanan

Metropolitana di Catania logotypen

Lite mer än hälften av tunnelbanan är under jord, och det är sträckan Borgo - Galatea som hittills är under marken, och resten är ovanför. Det finns dock planer på att göra mer delar av sträckan under marken (se ovan).
- 1 december 2001 kom de nya vagnarna, dock mycket sena.
- Tågen går oftast var 15:e minut, mellan klockan 06.40 och 21.15. Biljetterna kostar 1,00 €, som man kan åka på i 90 minuter.
- Hela tunnelbanan är totalt 8,8 kilometer lång och har 11 stationer, och är världens kortaste tunnelbana.